# Tilloy-lès-Hermaville
Tilloy-lès-Hermaville település Franciaországban, Pas-de-Calais megyében. Lakosainak száma 216 fő (2022. január 1.). Tilloy-lès-Hermaville Savy-Berlette, Aubigny-en-Artois, Berles-Monchel, Hermaville, Izel-lès-Hameau és Lattre-Saint-Quentin községekkel határos.

## Népesség
A település népessége az elmúlt években az alábbi módon változott:
| Lakosok száma | 226  | 225  | 229  | 223  | 221  | 220  | 218  | 217  | 216  |
|               | 2013 | 2015 | 2016 | 2017 | 2018 | 2019 | 2020 | 2021 | 2022 |